# Jean-Baptiste Jacopin
Jean Baptiste Jacopin (20 de octubre de 1755-28 de mayo de 1811) fue un general francés durante las guerras revolucionarias francesas y las guerras napoleónicas. Fue nombrado Ayudante General y Jefe de Brigada el 28 de noviembre de 1793, y General de Brigada el 10 de enero de 1794. Napoleón le otorgó el Comandante de la Legión de Honor, el 14 de junio de 1804. Como parte de la I División del Ejército de Marie Barthélemy Ferino del Danubio, participó en la Batalla de Ostrach y la Batalla de Stockach.